# Bahnhof Eisfelder Talmühle

Eisfelder Talmühle ist ein Schmalspurbahnhof der Harzquerbahn und der Selketalbahn an der B 81 im Tal der Bere auf halbem Weg zwischen Ilfeld und Hasselfelde in einer Höhe von 352 m ü. NN. Er wurde am 15. September 1898 von der Nordhausen-Wernigeroder Eisenbahn-Gesellschaft (NWE, genannt Harzquerbahn) eröffnet und erhielt am 1. Juli 1905 Anschluss an die Strecken der Gernrode-Harzgeroder Eisenbahn-Gesellschaft (GHE, genannt Selketalbahn).

## Geschichte

Gasthaus „Eisfelder Talmühle“, 1913 durch Brandstiftung zerstört

Der Brennherr Karl-Heinz-Ludwig Eißfeldt (1787–1845) erbaute 1826 im Beretal eine Schrotmühle, die im Mai 1829 zu seinem Andenken den Namen „Eisfelder Mühle“ erhielt. Mit Eißfeldts Antrag auf „Branntweinschenk in der neuen Mühle“ begann 1828 der Gaststättenbetrieb. Da die Branntwein-Produktion nicht den erhofften Absatz fand, beantragte Eißfeldt im Januar 1834, Nutzholz trennen zu dürfen. 1835 wurde eine Sägemühle erbaut und 1837 in Betrieb genommen. Nach dem Tod von Karl-Heinz-Ludwig Eißfeldt 1845 bewarb sich der älteste Sohn um eine Übernahme. Sein Ansinnen wurde von der Verwaltung abgelehnt, da man befürchtete, dass durch die erbrachten Leistungen der Familie Eißfeldt Forderungen entstehen könnten. Der Wert der Eisfelder Mühle wurde daher abgeschätzt und den Erben ihr Anteil ausgezahlt; Eigentümer war nun die Forstverwaltung.
Nachdem in Ilfeld 1847 eine Königlich Hannoversche Postspedition eingerichtet worden war, wurde 1867 die Eisfelder Talmühle ein Posthalt. Ein Gaststättenanbau ergänzte nun das neue Ausflugsziel.
Mit der Verbindung der beiden Bahngesellschaften NWE und GHE erhielt der neue Bahnhof 1905 anstelle einer bisherigen Holzbude sein jetziges repräsentatives Bahnhofsgebäude. Als die Schrotmühle durch Brandstiftung im Jahr 1913 völlig abbrannte, wurde im Stationsgebäude eine Gaststätte eingerichtet.

## Bahnbetrieb
Heute wird der Betrieb von den Harzer Schmalspurbahnen durchgeführt. Bis 1945 war er Gemeinschaftsbahnhof der NWE und der GHE. Nach dem Zweiten Weltkrieg wurde der Streckenabschnitt zwischen Stiege und Straßberg demontiert, so dass der Ast Eisfelder Talmühle–Hasselfelde von der Harzquerbahn mitbetrieben werden musste. Erst seit 1983 ist durch die Deutsche Reichsbahn die Strecke wieder aufgebaut und ein durchgehender Verkehr bis Gernrode ermöglicht worden.
Der Bahnhof Eisfelder Talmühle war bis Anfang der 1990er Jahre mit einem Fahrdienstleiter besetzt. Anschließend verfiel das Bahnhofsgebäude, die Gaststätte blieb geschlossen. Nach einem Verkauf in den letzten Jahren an einen privaten Investor wurde das Bahnhofsgebäude saniert und inzwischen eine Gaststätte eröffnet.
Neben dem Bahnhof Alexisbad ist es der zweite Bahnhof im Harz, wo sehenswerte Doppelausfahrten zweier Dampflokomotiven zu beobachten sind, wenngleich im täglichen Betrieb heute moderne Triebwagen vorherrschend sind. In letzter Zeit sind im Bahnhof Eisfelder Talmühle wieder häufiger Schotterzüge anzutreffen, die im benachbarten Steinbruch Unterberg beladen, hier zusammengestellt und nach Nordhausen gebracht werden. Es ist der einzige Güterverkehr der Harzer Schmalspurbahnen.

## Bildergalerie

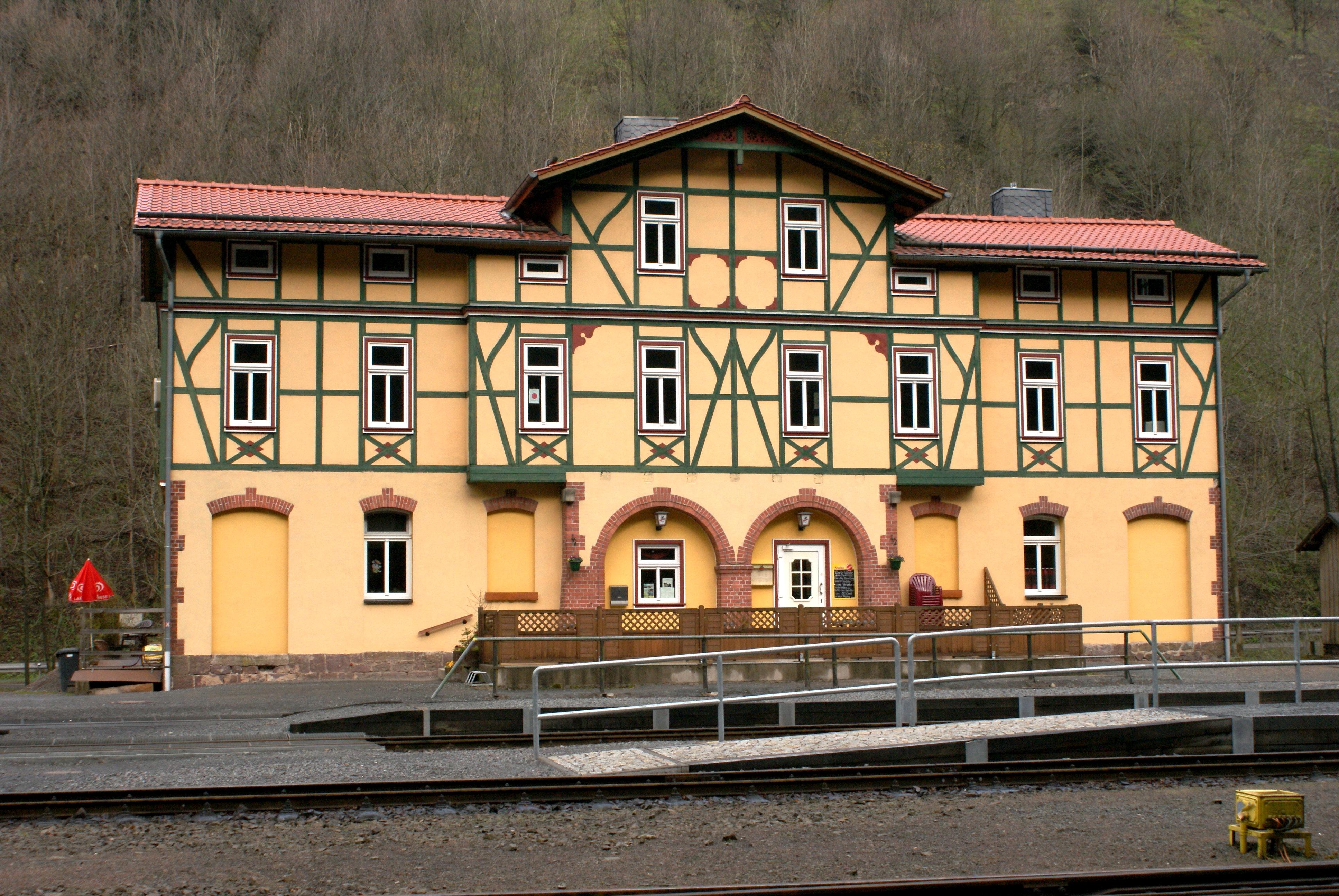
Frontalansicht des Empfangsgebäudes
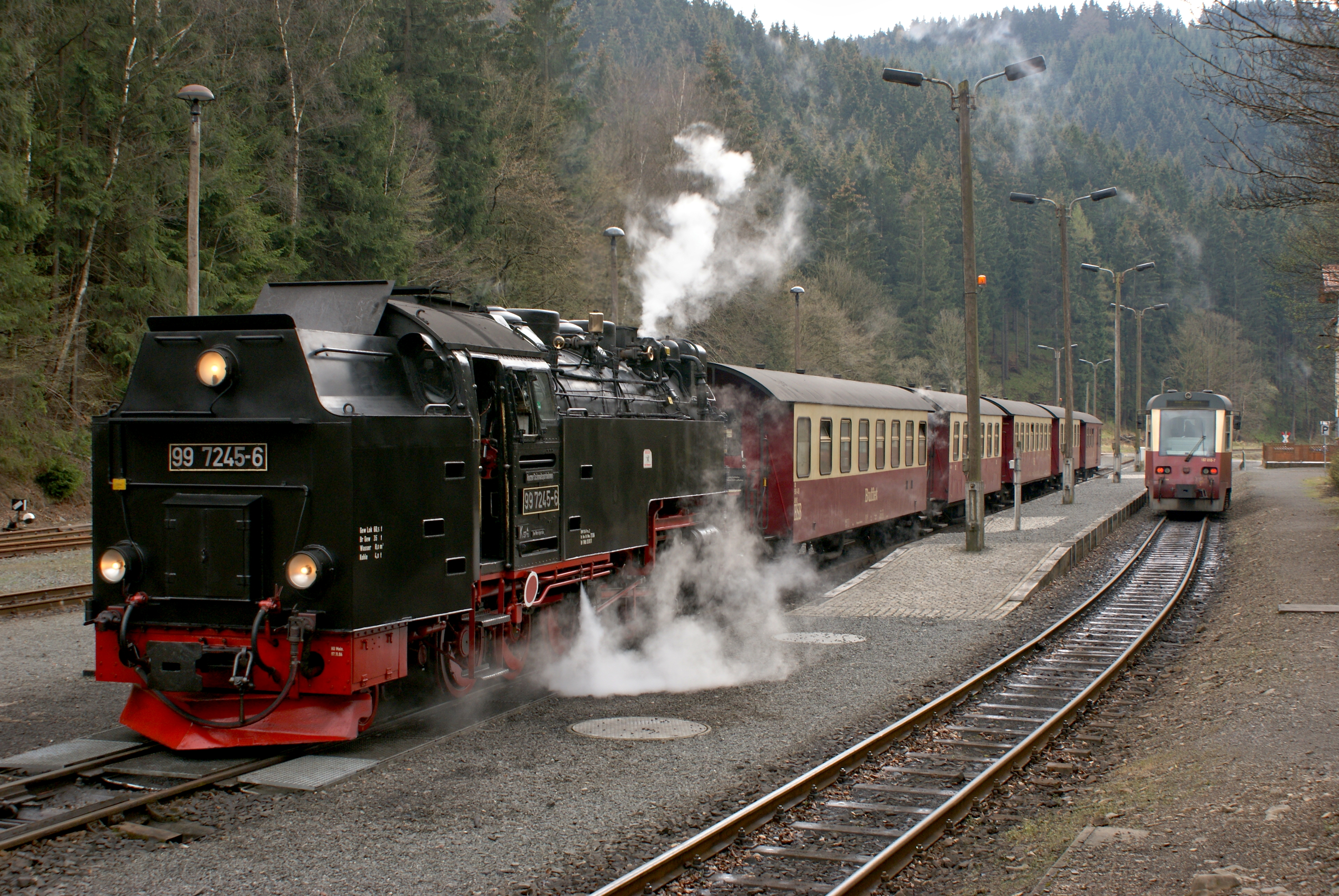
Lok 99 7245 im Bf Eisfelder Talmühle
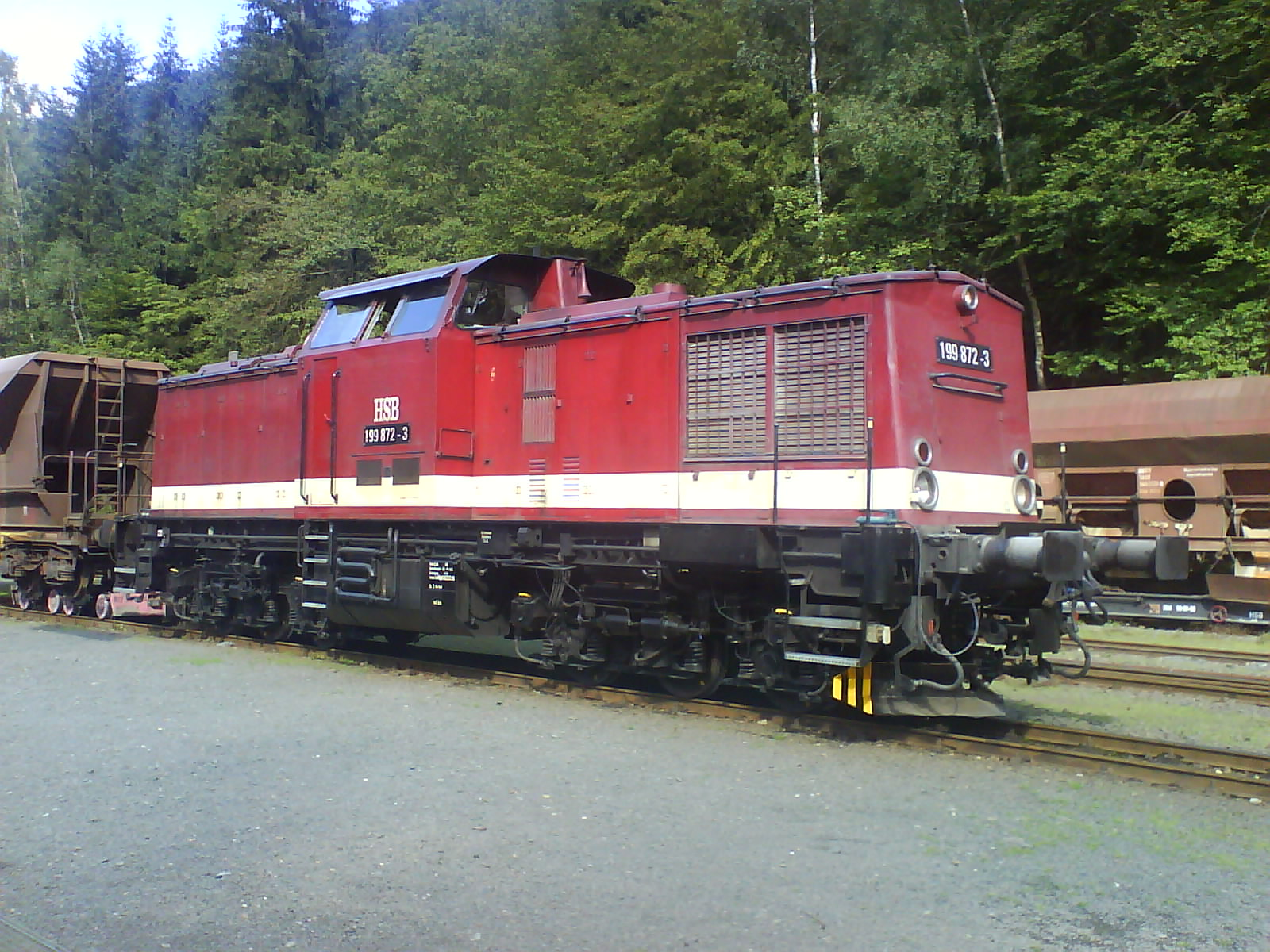
Diesellok 199 872 mit Güterwagen in Eisfelder Talmühle
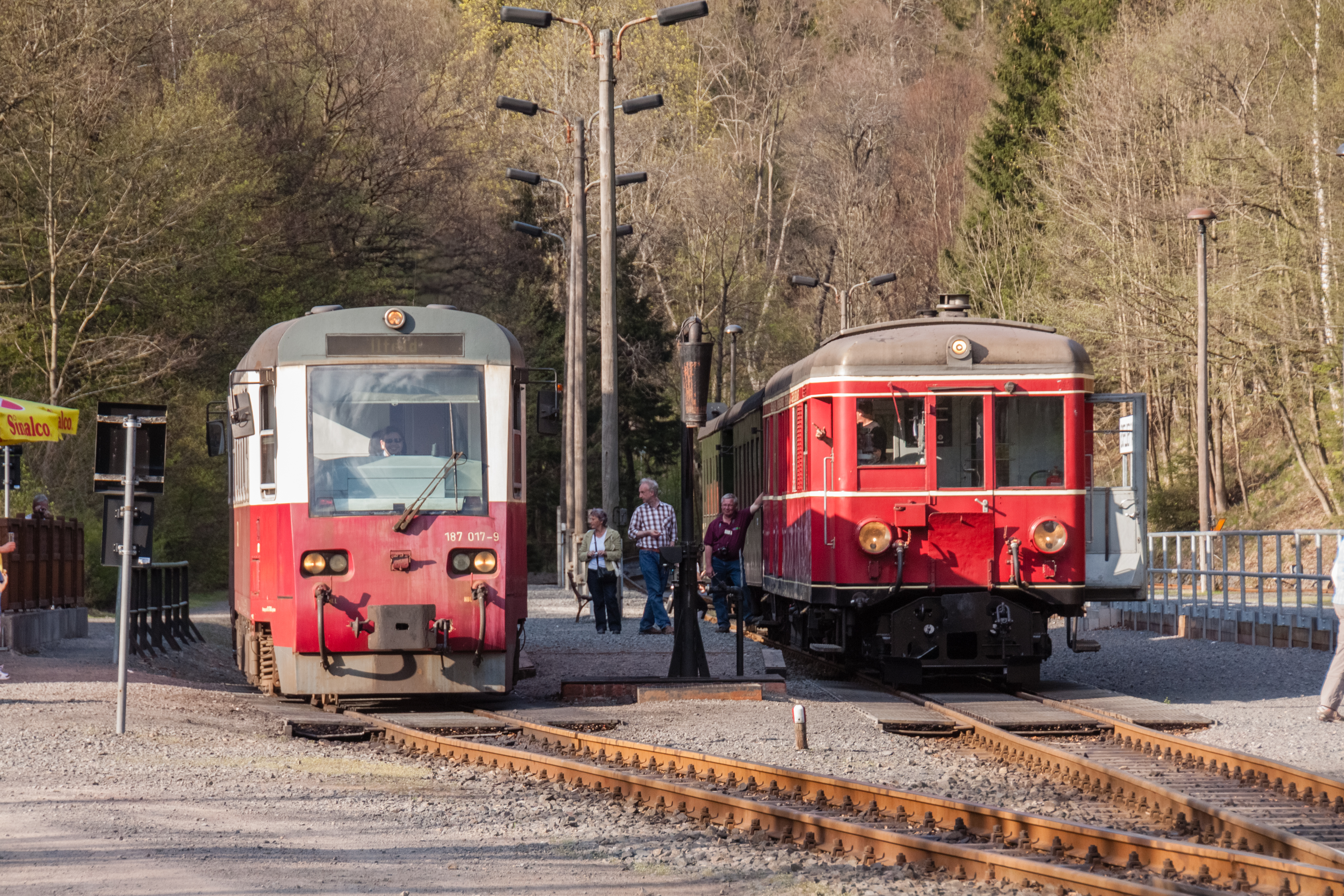
Triebwagen in Eisfelder Talmühle